# Victor Mattos Cardozo
Victor Mattos Cardozo (sinh ngày 19 tháng 12 năm 1989) còn được biết với tên đơn giản Victor. Victor Cardozo là một cầu thủ bóng đá người Brasil. Hiện tại anh thi đấu cho Lamphun Warriors  ở Giải bóng đá Ngoại hạng Thái Lan. Bàn thắng của anh tại Vòng 11 Thai League trước Buriram United được xem là một trong những bàn thắng đẹp nhất vòng đấu trong một bài báo Lưu trữ ngày 22 tháng 6 năm 2018 tại Wayback Machine bởi FOX Sports Asia.

## Danh hiệu
Ubon UMT United
- Regional League Division 2: 2015
- Regional League North-East Division Á quân: 2015

Chiangrai United
- Thai FA Cup: 2018
- Thai League Cup: 2018
- Thailand Champions Cup: 2018

BG Pathum United
- Thai League 1: 2020–21
- Thailand Champions Cup: 2021
- Thai League Cup: 2023–24